# 尾崎奈々
尾崎 奈々（おざき なな、本名：石原 利子、旧姓：尾崎、1948年7月28日 - ）は、大阪府・池田市生まれで豊中市育ちの元女優。3人姉妹の末子。身長163cm、体重45kg（現役当時）。

## 人物・略歴
特技である琴は豊中市庄内に住む坂和師匠の教えを乞い、中学3年生で初伝、高校1年生の時に中伝の免状を取得。
1965年、在籍していた大阪成蹊女子高等学校の帰り道、自宅最寄り駅である服部駅（現在の服部天神駅）付近で伊丹空港より車で京都へ向かう途中だった内田良平の平田マネージャーよりスカウトされ、勧められて同年夏に日活のカメラテストを受け合格するも決心がつかず、翌1966年の夏に再び平田マネージャーの勧めで東映のカメラテストを受け合格、そして最後に受けた松竹へ入社。試験官だった野村芳太郎監督の映画『命果てる日まで』で同年11月にデビュー。
1967年秋より、フジテレビ『お嫁さん』第3シリーズと並行して放送されたTBS『娘たちはいま』この両作品をきっかけに注目され、お茶の間での人気が急上昇した。
スラリとした可憐な清純派女優として数々の映画、TVドラマ、舞台などで活躍した。1969年にはエランドール賞の新人賞を受賞した。デビューから1969年の『落葉とくちづけ』までの12本の映画は高校在学中に撮影された。
1972年、京都の京都映画撮影所で、テレビ東京『紫頭巾』撮影の折に石原興監督（当時は撮影技師、後に助監督）と知り合い、フジテレビ『結婚許しません』を最後に1973年12月に結婚、引退した。その後、1977年10月から12月にかけ放送されたフジテレビ・お昼のテレビ小説『みれん橋』で一時的に復帰した。

## 主な出演

### 映画
- 命果てる日まで（1966年、松竹大船） - 高森みどり
- 女たちの庭（1967年、松竹大船） 真山みふゆ
- また逢う日まで　恋人の泉（1967年、松竹＝ビクター） - 原田れい子
- あゝ君が愛（1967年、松竹大船） - 栗林ミカ
- 嵐に立つ（1968年、松竹大船） - 高山花絵
- 進め!ジャガーズ 敵前上陸（1968年、松竹大船） - 雪子
- 思い出の指輪 （1968年、松竹/ホリ・プロ） - 坂本京子
- 虹の中のレモン（1968年、松竹大船） - 真山エミ
- 小さなスナック（1968年、松竹大船） - 若松美樹
- 恋の乙女川（1969年、ビクター/ワールド） - 吾妻八重子
- 永訣（1969年、松竹大船） - 行友弓子
- 落葉とくちづけ（1969年、松竹大船） - 田代信子
- 夕陽の恋人（1969年、松竹大船） - 上条由紀
- 海はふりむかない（1969年、松竹大船） - 里村美枝
- 栄光の黒豹（1969年、松竹大船） - ミス十日町
- チンチン55号ぶっ飛ばせ! 出発進行（1969年、松竹大船） - 岡本雪代
- 美空ひばり・森進一の花と涙と炎（1970年、松竹大船） - 浜子
- アッと驚く為五郎（1970年、松竹大船） - 大岩はるみ
- 夕陽が呼んだ男（1970年、松竹大船） - 浅井ルミ子
- 風の慕情（1970年、松竹大船） - 八田則子
- 姿三四郎（1970年、松竹大船） - 早乙美
- 暁の挑戦（1971年、フジテレビジョン/国劇映画） - 文子
- おんなの朝　あまから物語（1971年、松竹大船） - 和美
- 人間標的（1971年、松竹大船） - 斗志子
- 旅路 おふくろさんより（1971年、松竹大船） - 洋子
- 冠婚葬祭入門　新婚心得の巻（1971年、松竹大船） - 木村美子
- 喜劇　誘惑旅行（1972年、松竹大船） - 和田清美

### テレビドラマ
- お嫁さん（1967年、フジテレビ/松竹）

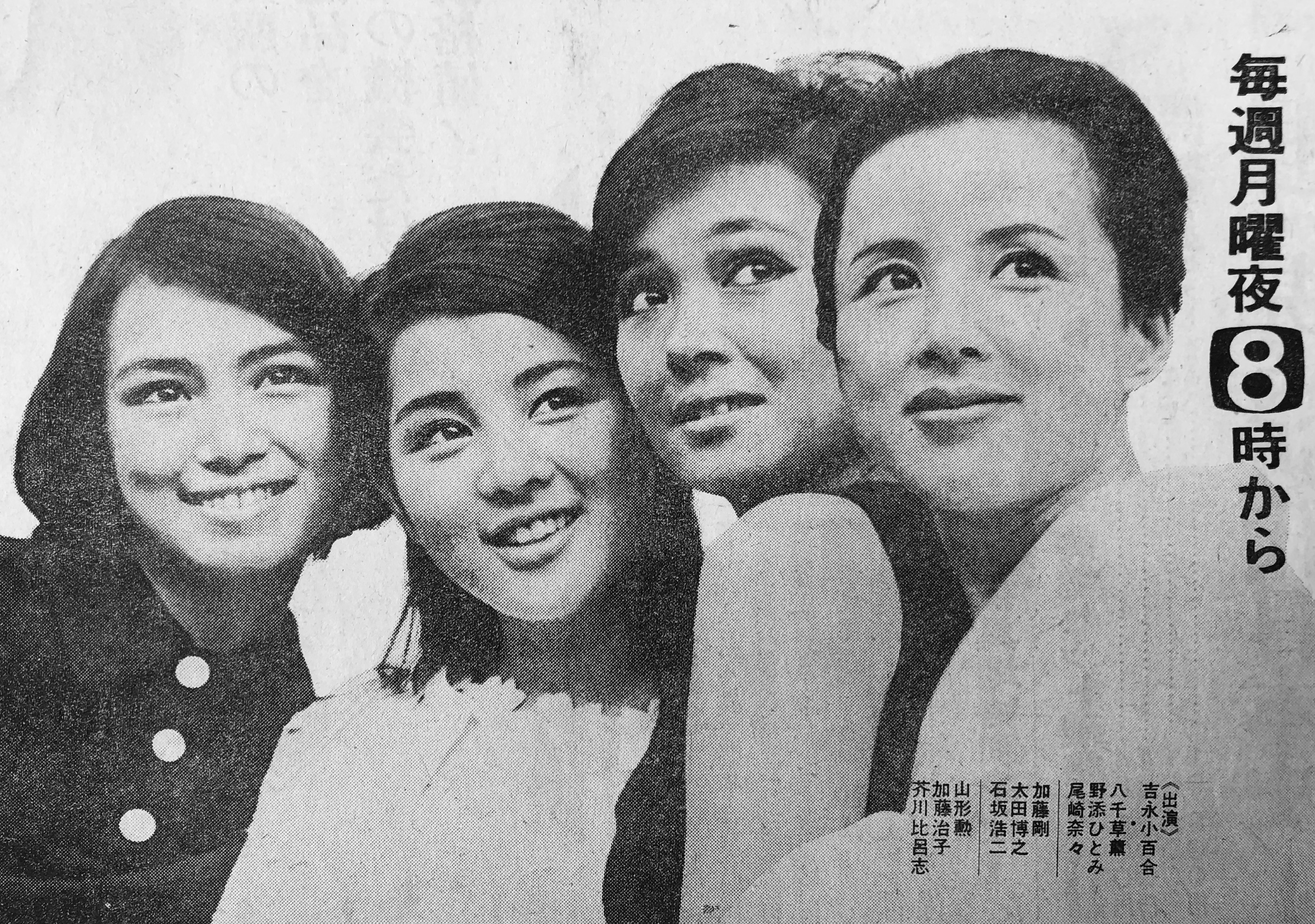
『娘たちはいま』（TBS）

- お嬢さん（1967年 - 1968年、フジテレビ/松竹）
- 娘たちはいま（1967年 - 1968年、TBS）
- 帰って来た用心棒 第1話「道を教えた娘」（1968年、テレビ朝日/東映京都）
- ライオン奥様劇場・愛やまず（1968年、フジテレビ） - 川辺さち子 役
- 暖春（1969年、フジテレビ）
- 水戸黄門 第1部 第10話「母恋い馬子唄・松坂宿」（1969年、TBS/C.A.L） - おちか 役
- 若い恋人たち（1969年 - 1970年、フジテレビ）
- あしたからの恋（1970年、TBS）
- 徳川おんな絵巻（関西テレビ/東映京都）
  - 第13話「白鷺城の若き獅子」（1970年）
  - 第14話「永遠の初夜」（1970年）
- あしたに駈けろ!（1972年、フジテレビ）
- 必殺仕掛人 第13話「汚れた二人の顔役」（1972年、ABC/松竹京都）- 志乃 役
- 眠狂四郎 第14話「円月 初春に舞う」（1973年1月2日、関西テレビ/東映京都）
- 結婚許しません（1973年、関西テレビ/宝塚映画）
- みれん橋（1977年10月3日 - 12月30日、フジテレビ・お昼のテレビ小説）

## テレビCM
- サンスター歯磨 ハイ・サンスター（1968年）
- 日本生命保険（1977年。ACC CMフェスティバル 第17回テレビフィルムCM部門秀作賞）

## 脚註
1. 1 2 3 4  「"出を待つ"新年度の新人スターたち 松竹、各人のキャラクターを活した企画に留意 ☆尾崎奈々」『映画時報』1967年1月号、映画時報社、36–37頁。
2. ↑  『近代映画』（近代映画社）1967年3月号 160頁。
3. ↑  『週刊明星』（集英社）1968年10月27日号 51頁。